# 宮古島地方気象台
宮古島地方気象台（みやこじまちほうきしょうだい）は、沖縄県宮古島市にある地方気象台。宮古島地方（宮古諸島）を管轄する。沖縄気象台の管轄下にあり、地上気象観測、地域気象観測（アメダス）、生物季節観測からなる気象観測業務、予報業務、地震・津波業務、防災・広報業務を行っている。

## 業務
宮古地方は、1959年（昭和34年）の9月の宮古島台風、1966年（昭和41年）9月の第2宮古島台風、1968年（昭和43年）9月の第3宮古島台風、2003年（平成15年）9月の平成15年台風第14号をはじめ、台風によって大きな被害を受けることが多く、気象観測は宮古島地方気象台にとって特に重要な業務である。
地域気象観測については、宮古空港及び下地島空港に空港出張所、多良間島に航空気象観測所、城辺に地域雨量観測所が設置されている。
生物季節観測では、日本各地の気象台で行われているもののほかに、ミヤコマドボタルの初見、イワサキクサゼミやミヤコニイニイゼミの初鳴、サシバの南下初見、ヒカンザクラの開花や満開、デイゴやリュウキュウコスミレの開花といった、宮古地方に特徴的な生物の観測を行っている。

## 沿革
- 1937年（昭和12年）10月28日 - 中央気象台宮古島測候所として創立[4]。
- 1939年（昭和14年）11月1日 - 宮古島測候所となる[4]。
- 1950年（昭和25年）1月1日 - 琉球政府所管となる[4]。
- 1959年（昭和34年）9月 - 宮古島台風。日本の観測史上第2位（観測当時は第1位）の最低中心気圧908.1hPaを観測。
- 1965年（昭和40年）8月1日 - 宮古島気象台となる[4]。
- 1966年（昭和41年）9月 - 第2宮古島台風。日本の観測史上第1位の最大瞬間風速85.3m/sを観測。
- 1968年（昭和43年）9月 - 第3宮古島台風。日本の観測史上第4位の最大瞬間風速79.8m/sを観測。
- 1972年（昭和47年）5月15日 - 沖縄の本土復帰に伴い、宮古島地方気象台に改称[4]。
- 2003年（平成15年）9月 - 平成15年台風第14号。日本の観測史上第4位の最低中心気圧912.0hPa、第7位の最大瞬間風速74.1m/sを観測。

## 観測所

### アメダス
凡例
〇は観測項目
| 観測所名           | 所在地                       | 観測要素 | 観測要素 | 観測要素 | 観測要素 | 観測要素 | 備考                                       |
| 観測所名           | 所在地                       | 降 水 量 | 気 温    | 風       | 日 照    | 気 圧    | 備考                                       |
| ------------------ | ---------------------------- | -------- | -------- | -------- | -------- | -------- | ------------------------------------------ |
| 宮古島地方気象台   | 宮古島市平良字下里1020-7     | 〇       | 〇       | 〇       | 〇       | 〇       |                                            |
| 城辺地域気象観測所 | 宮古島市城辺字新城           | 〇       |          |          |          |          |                                            |
| 鏡原地域気象観測所 | 宮古島市平良字下里           | 〇       | 〇       | 〇       |          |          | 宮古航空気象観測所（宮古空港内に設置）     |
| 下地島域気象観測所 | 沖縄県宮古島市伊良部字佐和田 | 〇       | 〇       | 〇       |          |          | 下地島航空気象観測所（下地島空港内に設置） |
| 中筋地域気象観測所 | 宮古郡多良間村中筋           | 〇       | 〇       | 〇       |          |          | 多良間航空気象観測所（多良間空港内に設置） |

### 震度
- 宮古島市平良下里（宮古島地方気象台）、宮古島市平良西仲宗根、宮古島市城辺福北、宮古島市平良池間、宮古島市伊良部国仲、宮古島市上野新里、宮古島市伊良部前里添、多良間村塩川

### 地震
- 宮古島、沖縄城辺、池間島、伊良部島、多良間島

### 潮位・津波（検潮所）
- 平良